# Lindenstraße 61 (Quedlinburg)

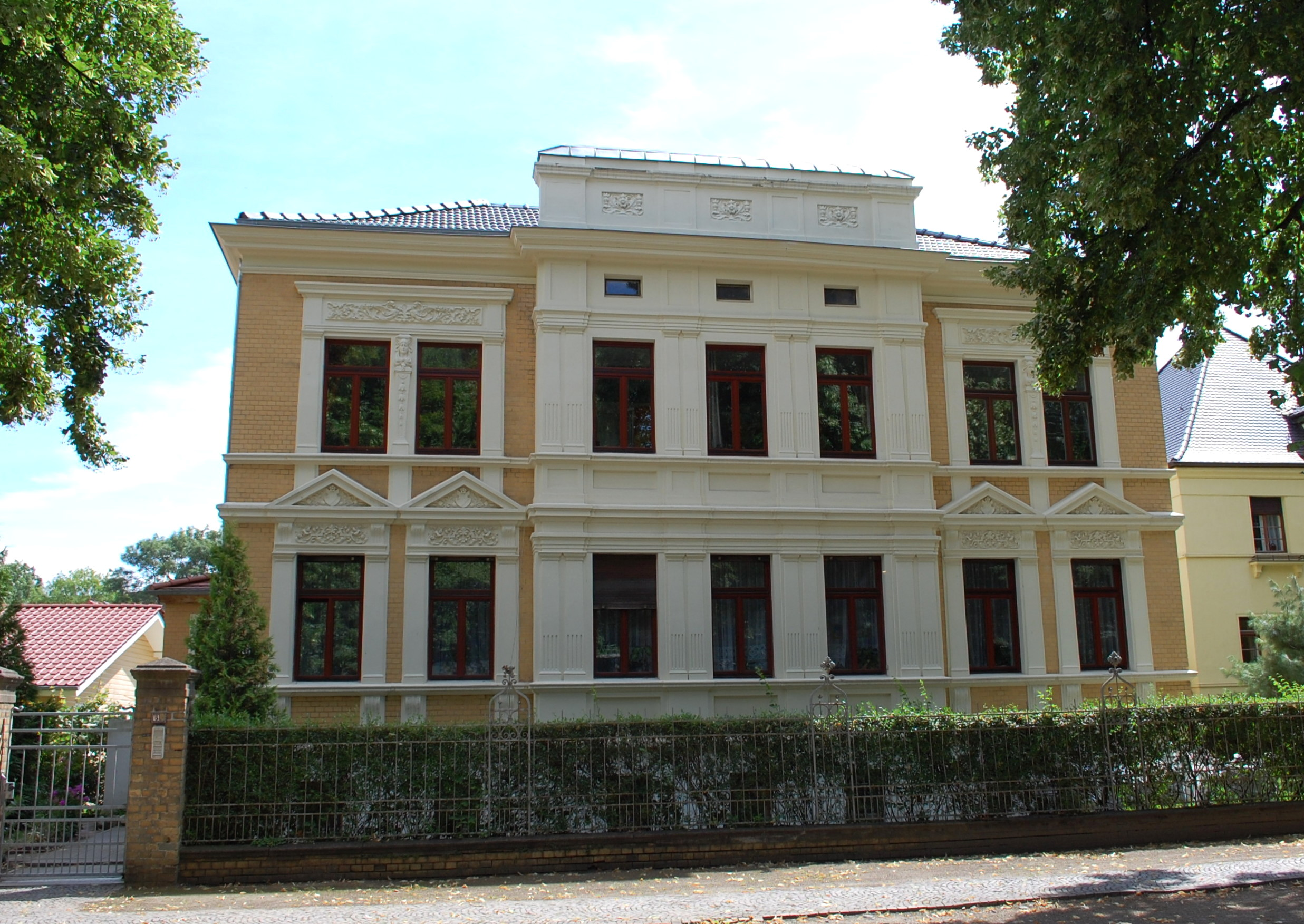
Haus Lindenstraße 61

Das Haus Lindenstraße 61 ist ein denkmalgeschütztes Gebäude in Quedlinburg in Sachsen-Anhalt.

## Lage
Die im Quedlinburger Denkmalverzeichnis eingetragene Villa befindet sich nördlich der historischen Quedlinburger Innenstadt. 

## Architektur und Geschichte
Die zweigeschossige Villa entstand 1880/1885. Mittig zur Straßenseite hin dominiert ein mit Doppelpilastern verzierter, leicht hervortretender Risalit das Gebäude. Im Bereich des Risalits ist ein Attikageschoss eingefügt. Die Hausfassade besteht aus Ziegeln und Verputzungen. Die originalen Fenster (Stand 2008) sind von Ädikulä und Einfassungen umrahmt.
Die Umzäunung des Vorgartens erfolgt durch ein schmiedeeisernes Gitter.